# Sprite (datorgrafik)

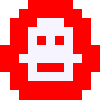
Exempel av en enkel sprite

Sprite är en datorgrafisk komponent som kan flyttas runt på skärmen oberoende av annan grafik.
En sprite definieras ofta som ett antal pixlar i ett rutnät av begränsad storlek, till exempel 16x16 pixlar. Visandet och förflyttandet av en sprite sker med hjälp av hårdvara och är därför relativt snabbt även på riktigt långsamma maskiner. Stöd för användandet av sprites finns bland annat inbyggt i Commodore 64, Amiga och Sega Master System.